# Unbreakable (2005)
Unbreakable foi um evento em formato pay-per-view realizado pela Total Nonstop Action Wrestling, ocorreu no dia 11 de setembro de 2005 no Impact! Zone na cidade de Orlando, Florida. Na luta principal do evento A.J. Styles derrotou Christopher Daniels e Samoa Joe para vencer o TNA X Division Championship.

## Resultados
| #                              | Lutas | Estipulação                                                     | Tempo |
| ------------------------------ | --- | --------------------------------------------------------------- | ----- |
| Dark                           | Cassidy Riley vs. Jerrelle Clark acabou sem vencedor. | Singles match                                                   | 01:56 |
| Dark                           | Shark Boy derrotou Mikey Batts. | Singles match                                                   | 03:20 |
| 1                              | 3Live Kru (Ron Killings, Konnan e B.G. James) derrotaram The Diamonds in the Rough (Simon Diamond, David Young e Elix Skipper). | Six-Man Tag team match                                          | 04:20 |
| 2                              | Austin Aries derrotou Roderick Strong. | Singles match                                                   | 08:00 |
| 3                              | Kip James e Monty Brown derrotaram Apolo e Lance Hoyt (com Sonny Siaki). | Tag Team match                                                  | 09:58 |
| 4                              | Chris Sabin derrotou Petey Williams. | Singles match                                                   | 12:34 |
| 5                              | Abyss (com James Mitchell) derrotou Sabu. | No Disqualification match                                       | 11:30 |
| 6                              | Bobby Roode derrotou Jeff Hardy. | Singles match                                                   | 09:07 |
| 7                              | The Naturals (Chase Stevens e Andy Douglas) (c) (com Jimmy Hart) derrotaram America's Most Wanted (Chris Harris e James Storm), Team Canada (Eric Young e A-1), Johnny Candido & Alex Shelley. - Young eliminou Candido (05:25). - Young eliminou Harris (12:27). - Stevens e Douglas eliminaram A-1 (18:01). | Four-Way Elimination match pelo NWA World Tag Team Championship | 18:01 |
| 8                              | Raven (c) derrotou Rhino | Raven's Rules match pelo NWA World Heavyweight Championship     | 14:28 |
| 9                              | A.J. Styles derrotou Christopher Daniels (c) e Samoa Joe | 3-Way Dance pelo TNA X Division Championship                    | 22:50 |
| (c) - Campeão(s) antes da luta | |                                                                 |       |